# Cassandra Tollbring
Cassandra Tollbring (født 19. marts 1993 i Rimbo, Sverige) er en svensk håndboldspiller, som spiller for Bourg-de-Péage Drôme Handball og Sveriges kvindehåndboldlandshold.

## Privat
Hun er søster til den svenske herrerlandsholdsfløj Jerry Tollbring.